# Grand Hôtel de l'Espérance
Het Grand Hôtel de l'Espérance was van 1905 tot en met 1944 een luxehotel te Bredene. Het hotel was eigendom van Henri Van Welssenaers en hij bestuurde het hotel samen met zijn schoonzoon Jean-Joseph Faict. Tijdens de Tweede Wereldoorlog werd het hotel door de nazi's bezet en bij hun aftocht in 1944 werd het hotel volledig verwoest.

## Geschiedenis
Het hotel werd in 1905 opgericht door Henri Van Welssenaers (1875-1961) en hij bouwde stapsgewijs het hotel uit tot een luxehotel. Omstreeks 1909 werd naast het hotel een tennisterrein gebouwd en op deze wijze bezat het hotel het eerste tennisterrein te Bredene. Dit tennisterrein was echter wel exclusief voorbehouden voor de hotelgasten.
Het Grand Hotel zelf lag aan de Driftweg, waarbij het tennisplein gelegen was op de hoek van de Duinenstraat. Overigens werd de toenmalige naam Laan Nummer 2 te Bredene gewijzigd in Van Welssenaerslaan, die heden ten dage de Prins Karellaan heet.
In 1925 huwde de dochter van Henri Van Welssenaers met de hotelier Jean-Joseph Faict en hij werd vervolgens de managing director van het Grand Hôtel de l'Espérance.
Het hotel zelf had vooraan een lusttuintje, hetgeen nu deel uitmaakt van het Duinenplein en overigens lag er naast het hotel een minigolf-terrein, dat The Tom Thumb Golf heette.
Tijdens de bezetting was de Kommandantur gevestigd in het Grand Hôtel de l'Espérance, en bij de terugtrekking van de Duitse troepen in 1944 werd het hotel volledig verwoest door de nazi's.
Nadien werd het hotel nooit meer heropgebouwd.

## Fotogalerij

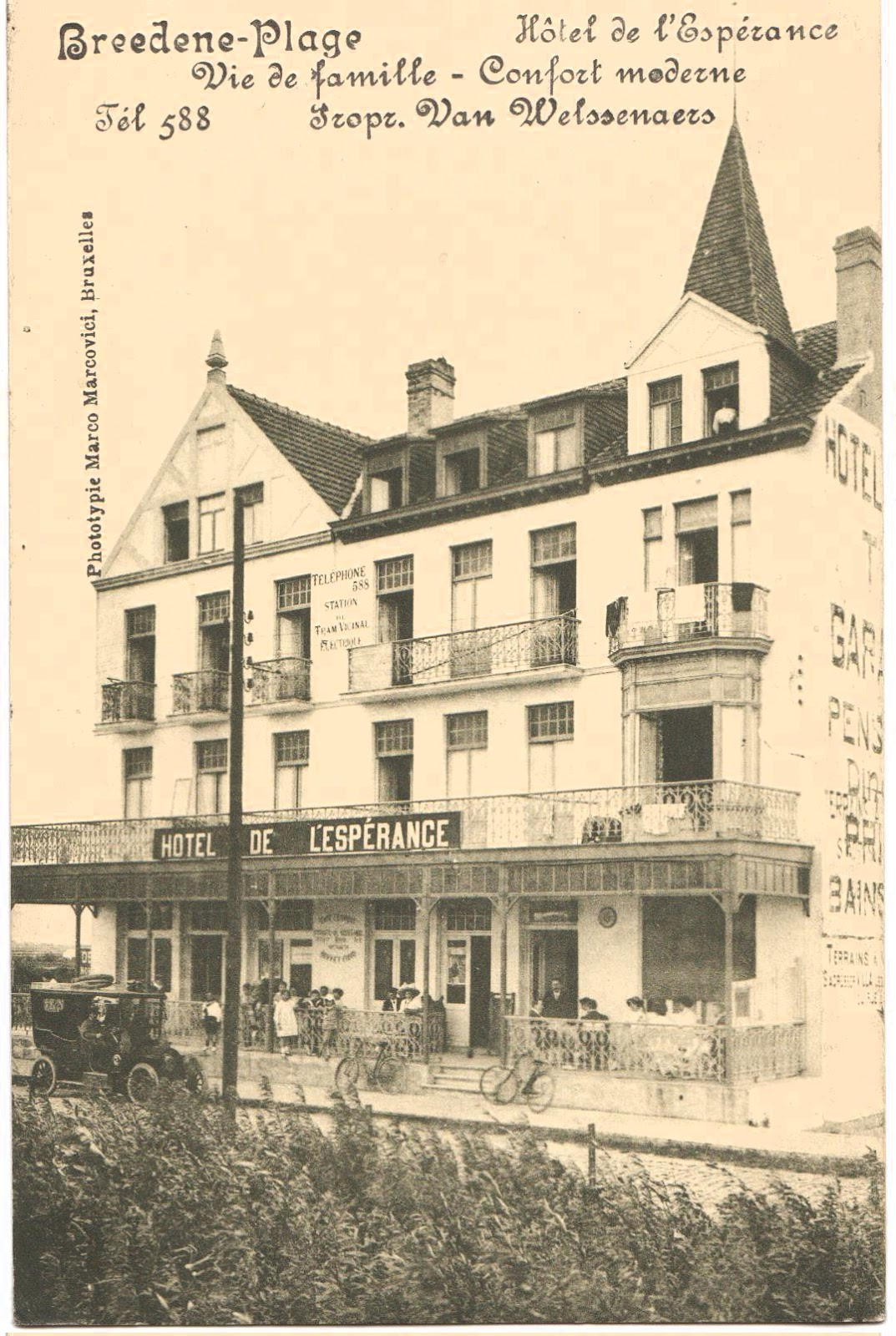
Briefkaart
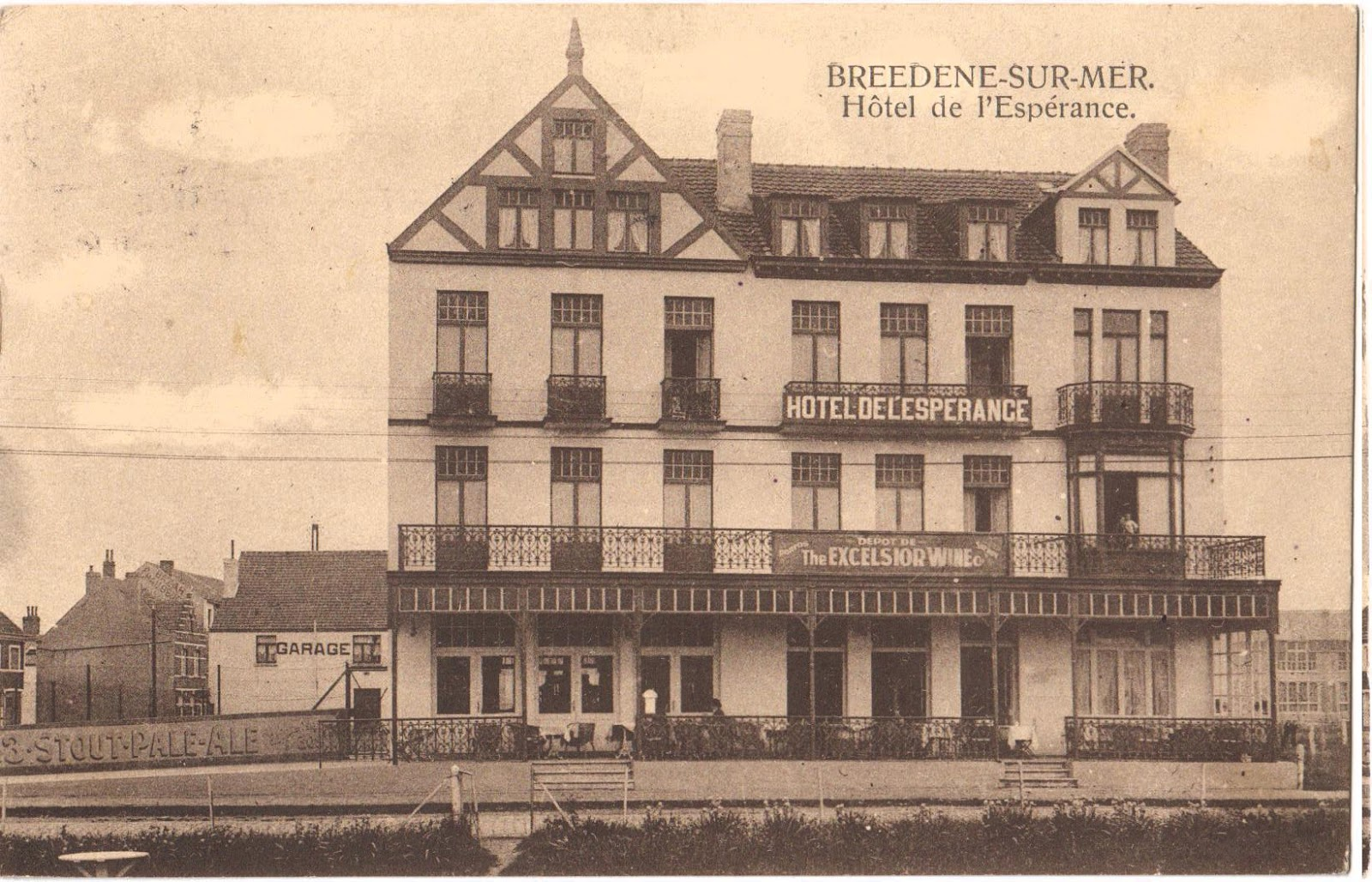
Voorzijde hotel
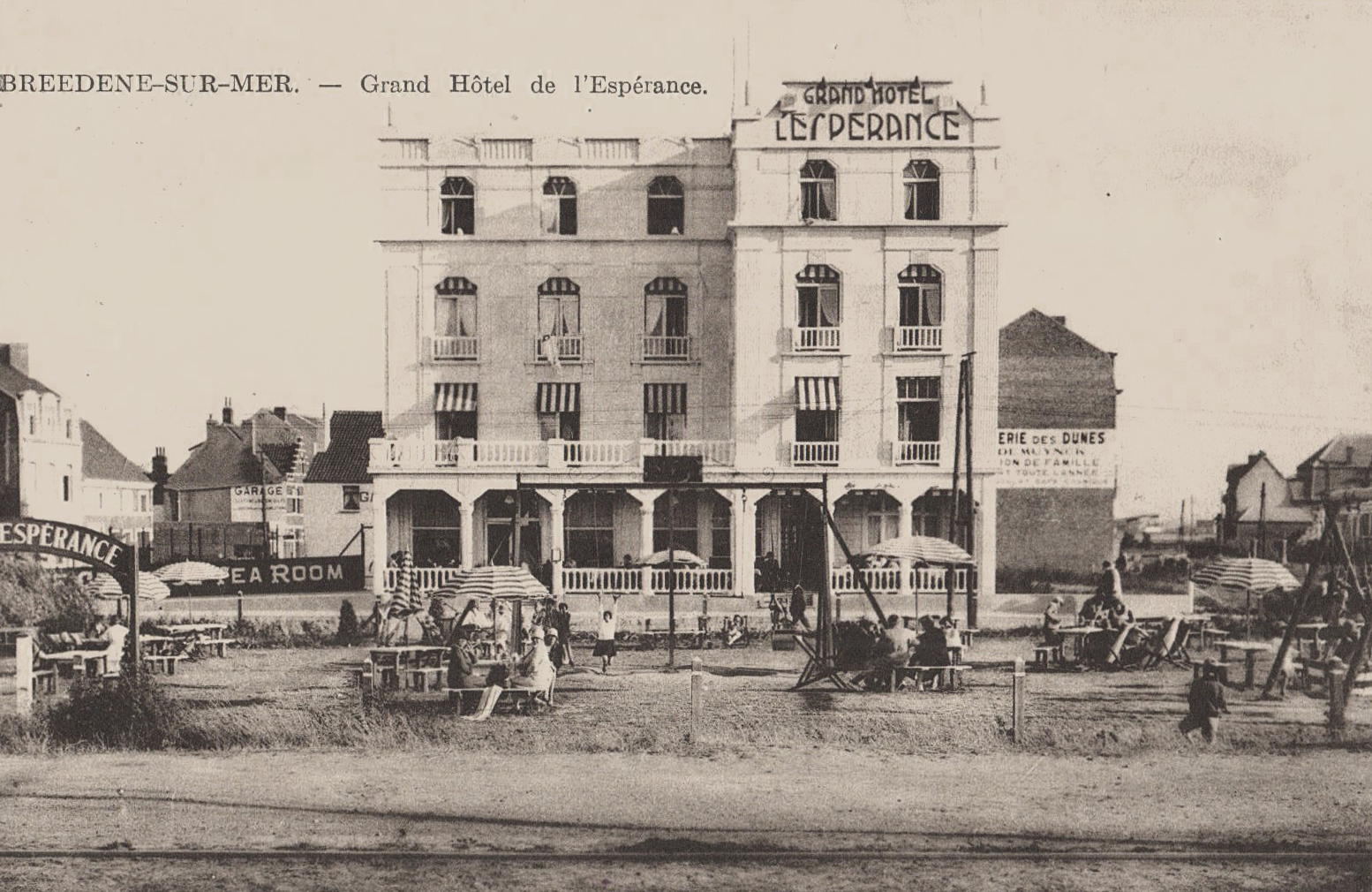
Achterzijde hotel
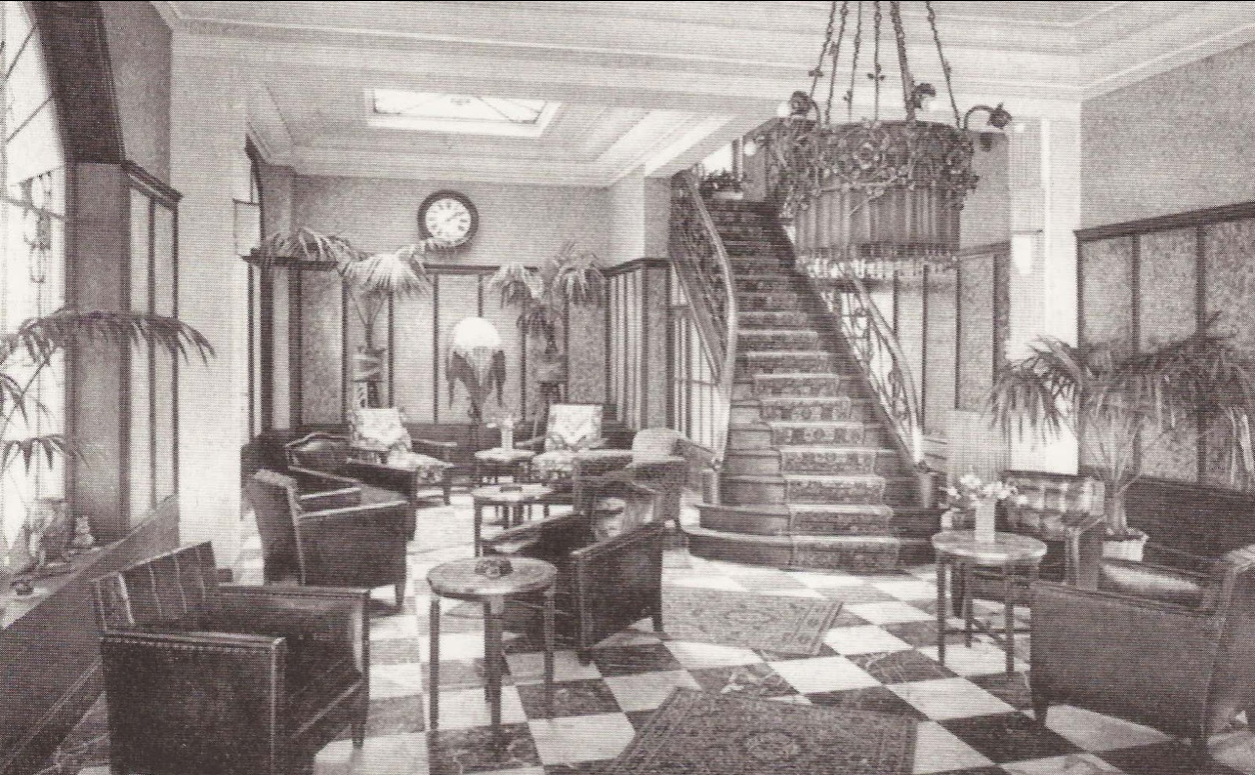
Toegangshal
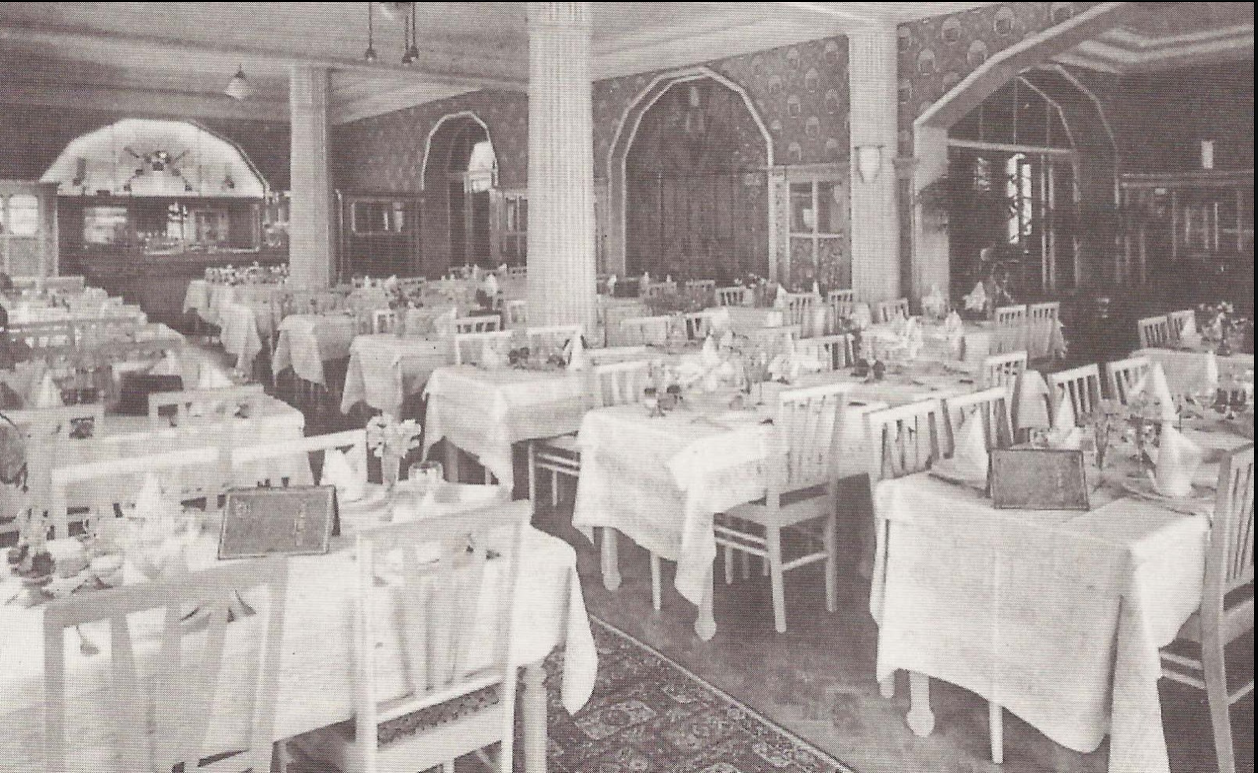
Restaurant
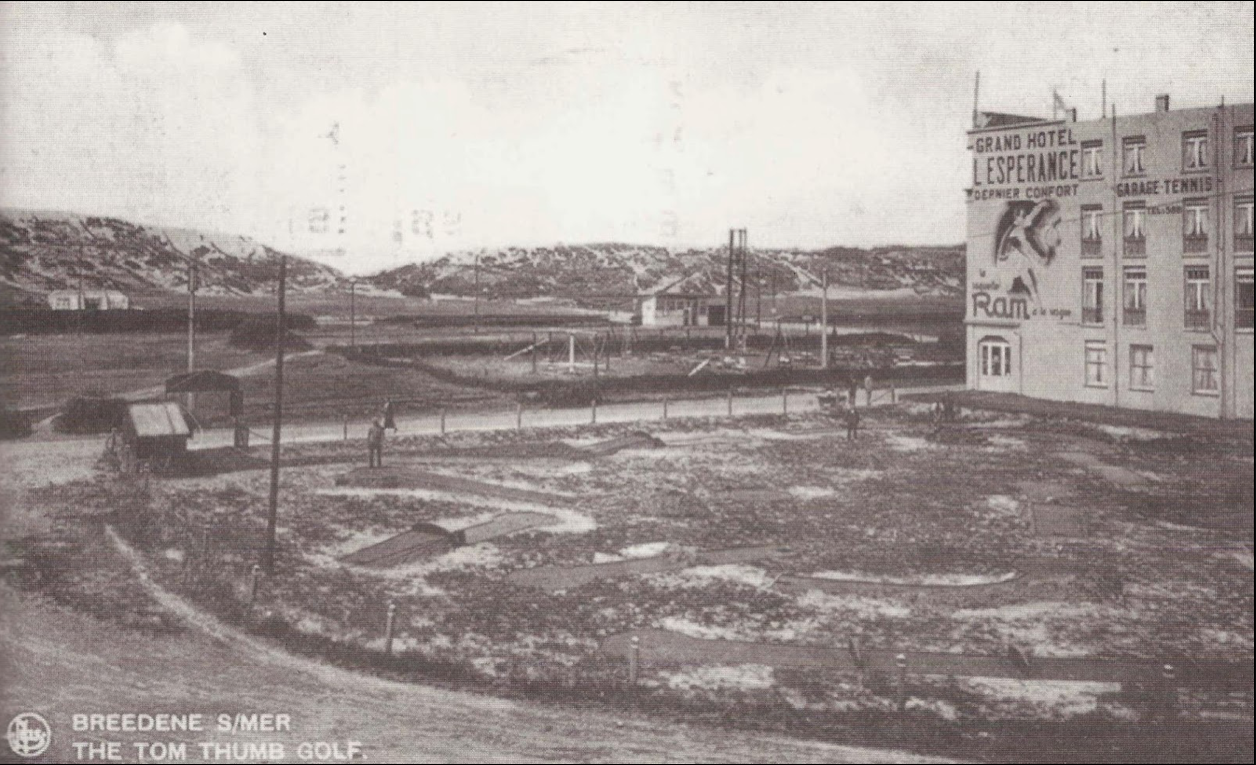
The Tom Thumb Golf